# Herman Hendrik Röell (1806-1883)

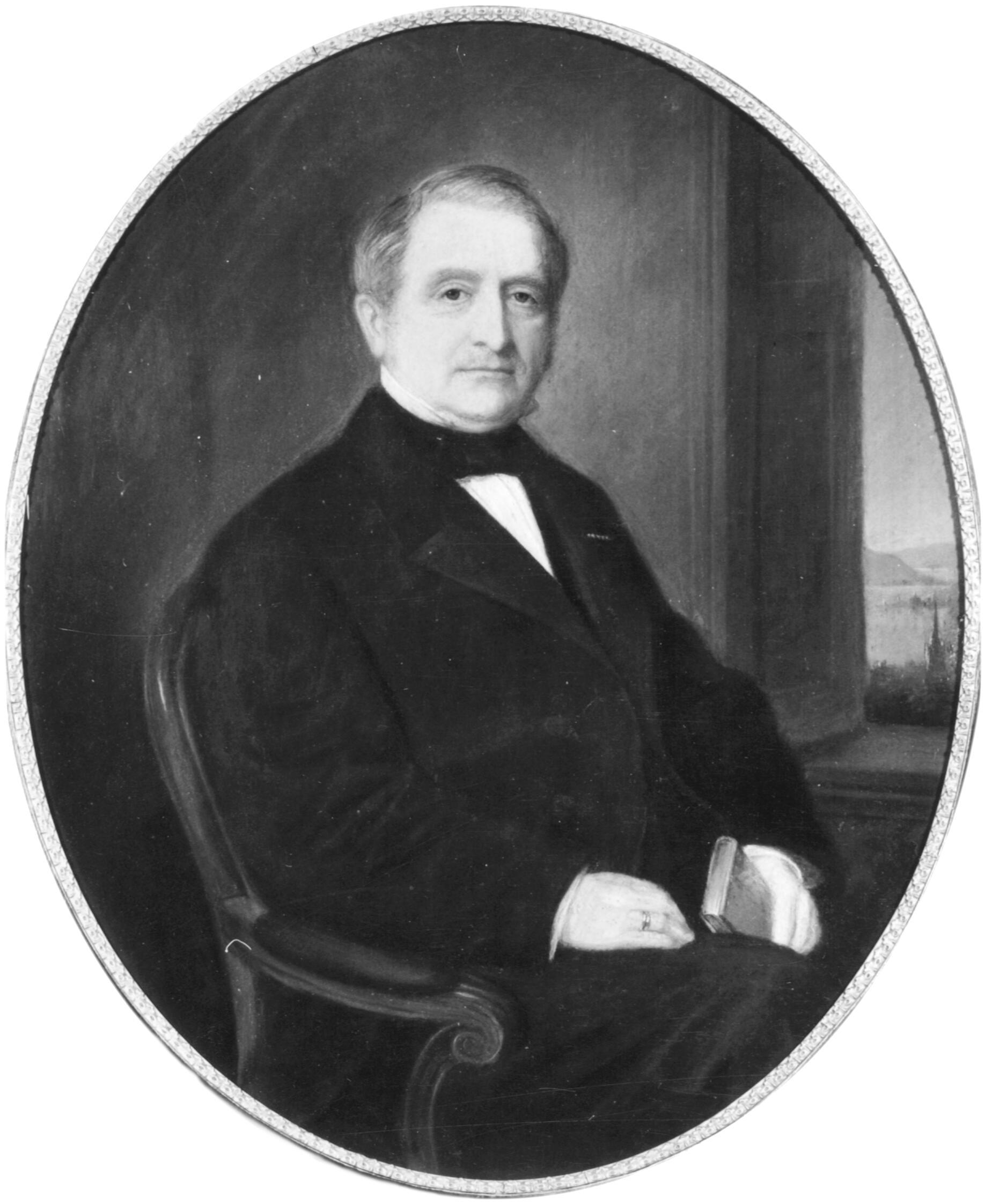
H.H. baron Röell geschilderd door Heinrich Siebert (II)

Herman Hendrik baron Röell (Den Haag, 10 december 1806 – Amsterdam, 9 september 1883) was een Nederlands bestuurder.
Röell was commissaris des Konings in Utrecht en Noord-Holland ten tijde van koning Willem III. Hij was de zoon van de politicus W.F. baron Röell. Voor hij die functies bekleedde, was hij griffier van de Staten van Holland. In 1874 werd hij vanwege het 25-jarig regeringsjubileum van de koning tot baron verheven.